# Прапор Кракова
Прапор Кракова виконується в пропорції 5:8 і складається з двох рівновеликих смуг, пофарбованих в офіційні кольори міста, білий і блакитний:
- білий — один з гербових кольорів Польщі;
- блакитний — символ річки Вісли, що протікає по місту.